# Parectropis obscurior
Parectropis obscurior là một loài bướm đêm trong họ Geometridae.